# Côte Vermeille
Koordinaten: 42° 31′ N, 3° 8′ O

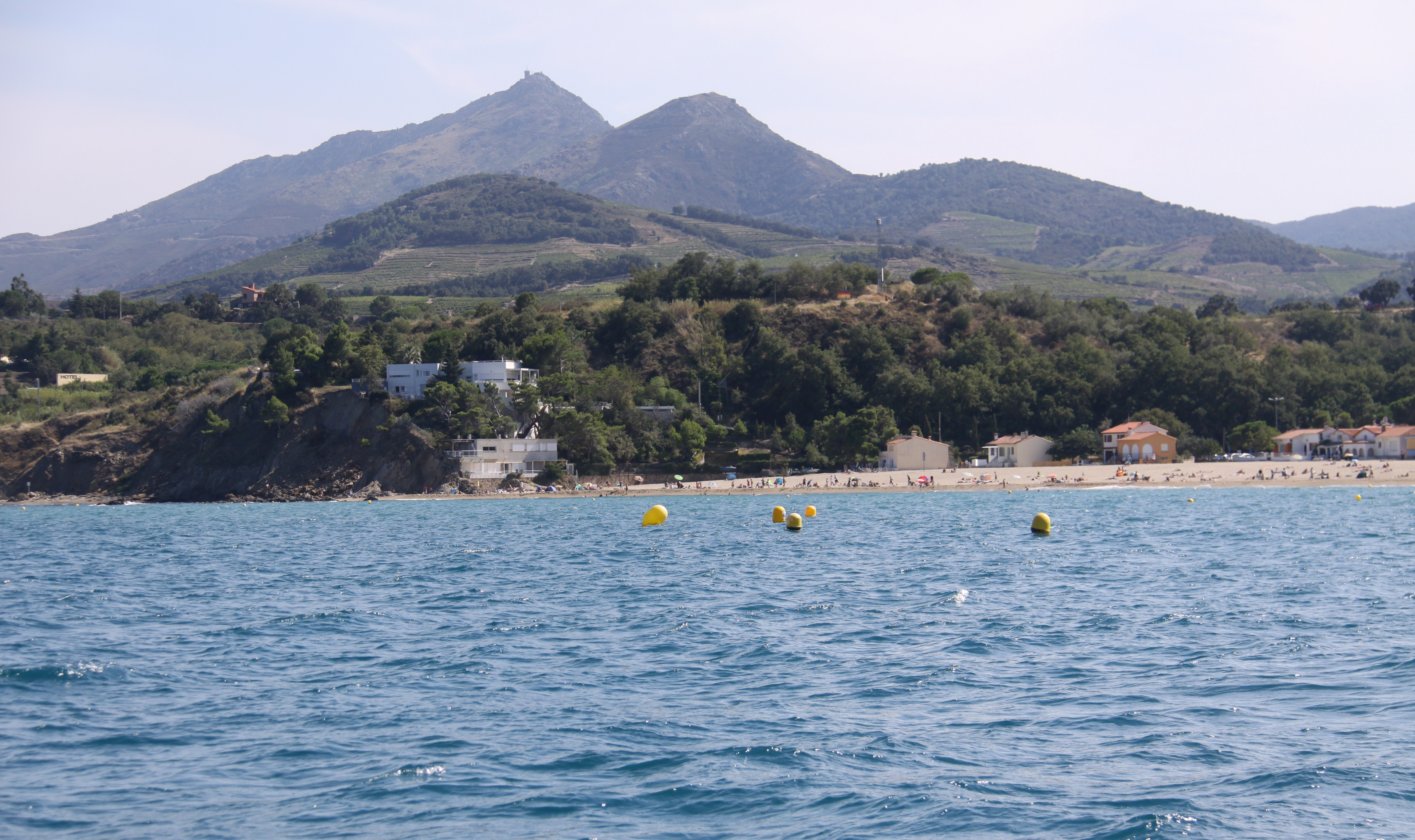
Die Plage du Racou im Süden von Argelès-sur-Mer; auf der Bergspitze im Hintergrund der Tour de Madeloc

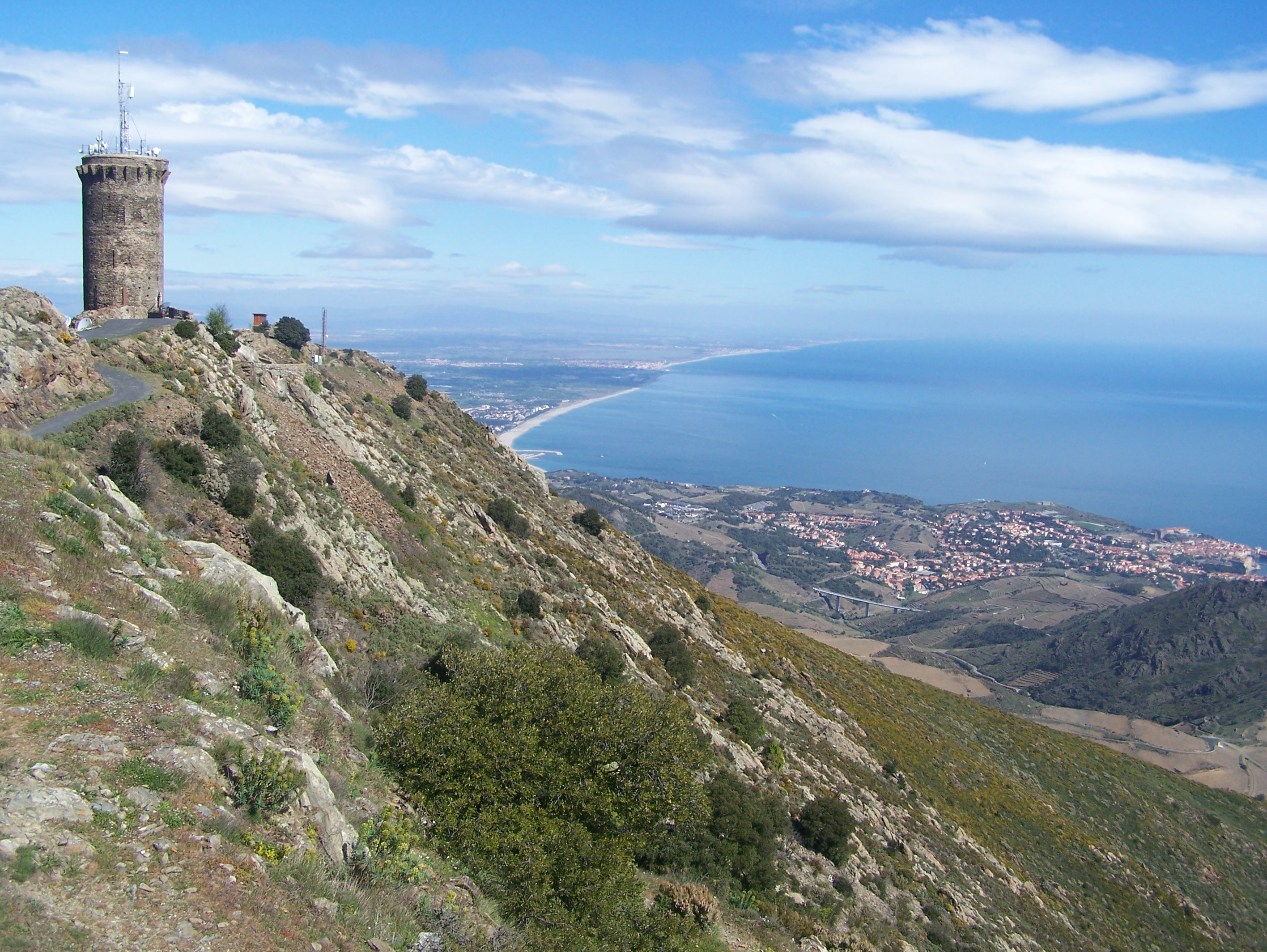
Der Tour de Madeloc und die Küstenorte Argelès-sur-Mer und Collioure

Die Côte Vermeille (deutsch etwa „leuchtend rote Küste“) ist der südwestlichste Abschnitt der französischen Mittelmeerküste. Es gibt auch einen Kanton gleichen Namens.

## Geographie
Die Côte Vermeille ist eine stark gegliederte Felsküste entlang der östlichen Pyrenäenauslaufer im Massif des Albères. Sie erstreckt sich von der Plage Racou südlich von Argelès-sur-Mer bis zur spanischen Grenze bei Cerbère; in ihren windgeschützten Buchten verbergen sich die Badeorte Collioure, Port-Vendres, Banyuls-sur-Mer und Cerbère. Vor der Küste der Côte Vermeille erstreckt sich der südliche Teil des Meeresnaturparks Golfe du Lion.

## Geschichte
Bis zum Pyrenäenfrieden (1659) gehörte das gesamte Roussillon, das historisch lange mit der Grafschaft Rosselló identisch war, zu den Ländern der Krone von Aragón bzw. zum Königreich Aragón und zeitweise auch zum Königreich Mallorca; es war lange Zeit zwischen Frankreich und Spanien umstritten.

## Wirtschaft
Die Bewohner der kleinen Küstenorte entlang der Côte Vermeille lebten jahrhundertelang von den Erträgen ihrer kleinen Felder und Gärten, aber vor allem vom Fischfang, der jedoch in den letzten Jahrzehnten des 20. Jahrhunderts – mit Ausnahme von Port Vendres – nahezu vollständig zum Erliegen gekommen ist. Aus den ehemaligen Fischerorten sind Badeorte geworden und die alten Fischerhäfen wurden zu Jachthäfen umgebaut; nur wenige Boote fahren heute (Tauch-)Touristen aufs Meer hinaus. Eine nicht unbedeutende Rolle spielt auch der an den steilen Hanglagen des Hinterlandes betriebene Weinbau, der hauptsächlich für die Herstellung des Süßweins Banyuls verwendet wird.

## Verkehr
Unweit der Küste verläuft die D914, die sich ihr in Banyuls-sur-Mer auch bis auf wenige Meter nähert; außerdem sind die Küstenorte über die Eisenbahnstrecke Narbonne–Portbou verbunden, an die breitspurige spanische Strecke nach Barcelona anschließt. In Teilen kurvenreich und spektakulär ist die D86, die streckenweise durch die Weinberge im Hinterland der Côte Vermeille führt und die Weinorte Collioure und Banyuls-sur-Mer verbindet.

## Flora und Fauna
Die Flora und Fauna der Côte Vermeille unterscheidet sich von jener der Flachmeerküste des Roussillon. Felsnischen entlang der Steilküste bieten geschützte Lebensräume zum Beispiel für Strand-Grasnelken (Armeria ruscinonensis Girard), Sperlingsvögel wie Theklalerche (Galerida theklae), Provencegrasmücke (Sylvia undata) oder Brillengrasmücke (Sylvia conspicillata) sowie Seevögel und Zugvögel. Der Küstensaum weist aufgrund ausbleibender Regenfälle und starker Winde (sogenannter Tramontane) extrem trockene Böden auf, an welche sich die dort lebenden Spezies angepasst haben. Im Flachwasserbereich existieren Seegraswiesen, die Leichgrund und Versteck für Fische sind und das Meerwasser mit Sauerstoff anreichern. Verbreitet sind unter anderem die Fischarten Wolfsbarsch (Anarhichas lupus), Geißbrasse (Diplodus sargus), Meeraal (Conger conger), Goldbrasse (Sparus aurata) sowie der nicht endemische Rotfeuerfisch (Pterois).

## Künstler
Zu Beginn des 20. Jahrhunderts lebten und arbeiteten die Maler Henri Matisse und André Derain einige Zeit in Collioure. 1925/26 lebte der schottische Architekt Charles Rennie Mackintosh in Port Vendres und schuf dort einer Reihe von Aquarellen in seiner letzten Schaffensperiode. Der in Banyuls-sur-Mer geborene Bildhauer Aristide Maillol hatte dort ein Atelier.